# Balma de l'Espluga
La Balma de l'Espluga és una balma del terme municipal de Sant Quirze Safaja, (Moianès), inclosa a l'Inventari del Patrimoni Arqueològic i Paleontològic de Catalunya.
Es troba al sector central del terme, al nord-est del poble de Sant Quirze Safaja. És a la vall mitjana del torrent de l'Espluga, a llevant del Turó del Pi Gros. Per damunt de la balma, oberta en el mateix curs del torrent, passa el Camí de la Rovireta.
És una cavitat natural d'una gran bellesa al terme municipal de Sant Quirze Safaja, a la comarca del Moianès. Es tracta d'un jaciment arqueològic propi del Neolític antic, però també amb una fase del Paleolític mitjà i de l'Epipaleolític: va servir d'aixopluc fa entre 30.000 i 10.000 anys aC. És accessible per un camí que surt de davant del col·legi del poble. La vall és frondosa i el camí pla.
El jaciment és a 1,5 km de Sant Quirze Safaja, a l'est de la carretera que travessa la població. Es tracta d'un gran abric de roca calcària de més de 100 metres de llargària per 15 de fondària. Es va fer una excavació el 1960 i, més tard, es van fer tres sondeigs el 1979, els quals van revelar l'existència d'una estratigrafia amb sis nivells d'estrats.S'ha trobat ceràmica cardial, ceràmica llisa, nombroses peces de sílex, punxons d'os i destrals de basalt. Més tard es va aprofitar com a mas: el mas Espluga.